# Lista de monarcas de Hanôver
Entre 1235 e 1708, a região era conhecida como Ducado de Brunsvique-Luneburgo (em alemão, Herzogtum zu Braunschweig und Lüneburg). A partir de 1708 e até 1813, a região de Hanôver era conhecida como Eleitorado de Hanôver, e seus chefes de estado eram conhecidos como Príncipes-eleitores. Em 1813, Jorge III restaurou seu territórios hanoverianos, e em Outubro de 1814 foi formado um Reino de Hanôver independente no Congresso de Viena. O Congresso de Viena instituiu uma troca de territórios entre Hanôver e a Prússia, em que Hanôver aumentou a sua área, ganhando o Bispado de Hildesheim, Frísia Oriental, a baixa região de Lingen e a parte norte do Bispado de Münster. Em compensação, perderia parte do território do Ducado de Lauenburg ao leste do Elba, e pequenos enclaves no leste.
A União pessoal com o Reino Unido terminou em 1837 com a ascensão da Rainha Vitória, por conta da Lei Sálica em Hanôver que vedava a ascensão de uma mulher herdando o título, se houvesse algum herdeiro sobrevivente masculino (no Reino Unido, um homem tem precedência apenas sobre suas próprias irmãs). Na Guerra Austro-prussiana de 1866, Hanôver foi anexada ao Reino da Prússia e depois tornou-se na Província de Hanôver.

## Monarcas de Hanôver(1692—1866)

### Príncipes-Eleitores de Hanôver(1692—1814)
| Nome                                                           | Retrato | Nascimento                                                                                           | Casamento                                                              | Morte                         | Armas |
| -------------------------------------------------------------- | ------- | --- | ---------------------------------------------------------------------- | ----------------------------- | ----- |
| Ernesto Augusto 19 de dezembro de 1692 — 23 de janeiro de 1698 |         | 20 de novembro de 1629 filho de Jorge, Duque de Brunsvique-Luneburgo e Ana Leonor de Hesse-Darmstadt | Sofia de Hanôver 30 de setembro de 1658 4 filhos                       | 23 de janeiro de 1698 68 anos |       |
| Jorge I Luís 23 de janeiro de 1698 — 11 de junho de 1727       |         | 28 de maio de 1660 filho de Ernesto Augusto de Hanôver e Sofia do Palatinado                         | Sofia Doroteia de Brunsvique-Luneburgo 21 de novembro de 1682 2 filhos | 11 de junho de 1727 67 anos   |       |
| Jorge II Augusto 11 de junho de 1727 — 25 de outubro de 1760   |         | 30 de outubro de 1683 filho de Jorge Luís e Sofia Doroteia de Brunsvique-Luneburgo                   | Carolina de Ansbach 22 de agosto de 1705 8 filhos                      | 25 de outubro de 1760 76 anos |       |
| Jorge Guilherme 25 de outubro de 1760 — 12 de outubro de 1814  |         | 4 de junho de 1738 filho de Frederico, Príncipe de Gales e Augusta de Saxe-Gota                      | Carlota de Mecklemburgo-Strelitz 8 de setembro de 1761 15 filhos       | 29 de janeiro de 1820 81 anos |       |

### Reis de Hanôver(1814—1866)
| Nome                                                           | Retrato | Nascimento                                                                         | Casamento                                                        | Morte                          | Armas |
| -------------------------------------------------------------- | ------- | ---------------------------------------------------------------------------------- | ---------------------------------------------------------------- | ------------------------------ | ----- |
| Jorge III 12 de outubro de 1814 — 29 de janeiro de 1820        |         | 4 de junho de 1738 filho de Frederico, Príncipe de Gales e Augusta de Saxe-Gota    | Carlota de Mecklemburgo-Strelitz 8 de setembro de 1761 15 filhos | 29 de janeiro de 1820 81 anos  |       |
| Jorge IV 29 de janeiro de 1820 — 26 de junho de 1830           |         | 12 de agosto de 1762 filho de Jorge III e Carlota de Mecklemburgo-Strelitz         | Carolina de Brunsvique 8 de abril de 1795 1 filha                | 26 de junho de 1830 67 anos    |       |
| Guilherme 26 de junho de 1830 — 20 de junho de 1837            |         | 21 de agosto de 1765 filho de Jorge III e Carlota de Mecklemburgo-Strelitz         | Adelaide de Saxe-Meiningen 13 de julho de 1818 1 filha           | 20 de junho de 1837 71 anos    |       |
| Ernesto Augusto I 20 de junho de 1837 — 18 de novembro de 1851 |         | 5 de junho de 1771 filho de Jorge III e Carlota de Mecklemburgo-Strelitz           | Frederica de Mecklemburgo-Strelitz 29 de maio de 1815 1 filho    | 18 de novembro de 1851 80 anos |       |
| Jorge V 18 de novembro de 1851 — 20 de setembro de 1866        |         | 27 de maio de 1819 filho de Ernesto Augusto I e Frederica de Mecklemburgo-Strelitz | Maria de Saxe-Altemburgo 18 de fevereiro de 1843 3 filhos        | 12 de junho de 1878 59 anos    |       |